# Glaucidium nubicola
Glaucidium nubicola là một loài chim trong họ Strigidae.